# Mola d'Avall
La Mola d'Avall és una muntanya de 550 metres que es troba al municipi de Colldejou, a la comarca catalana del Baix Camp.